# Jörmungandr

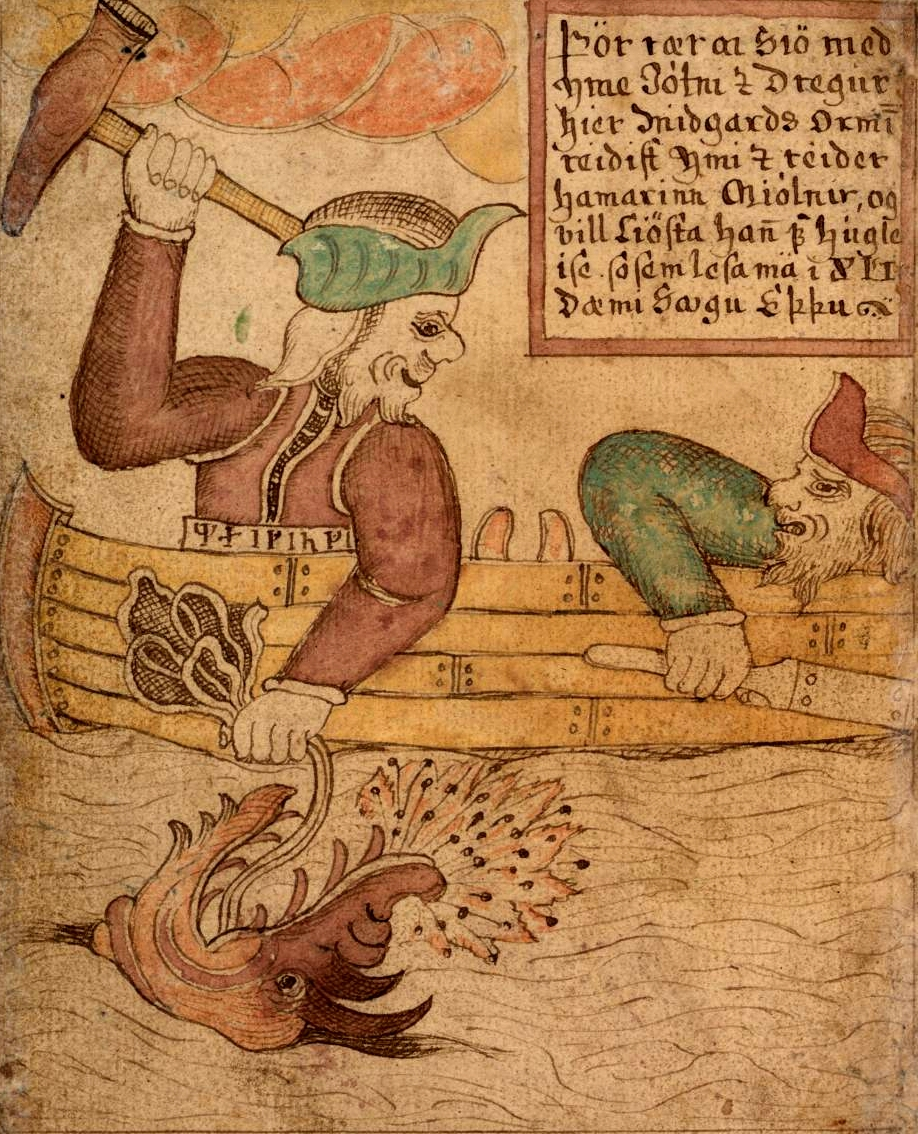
Thor, Hymir csónakjában, kifogja a Midgard-kígyót – izlandi kézirat (1700-as évek)

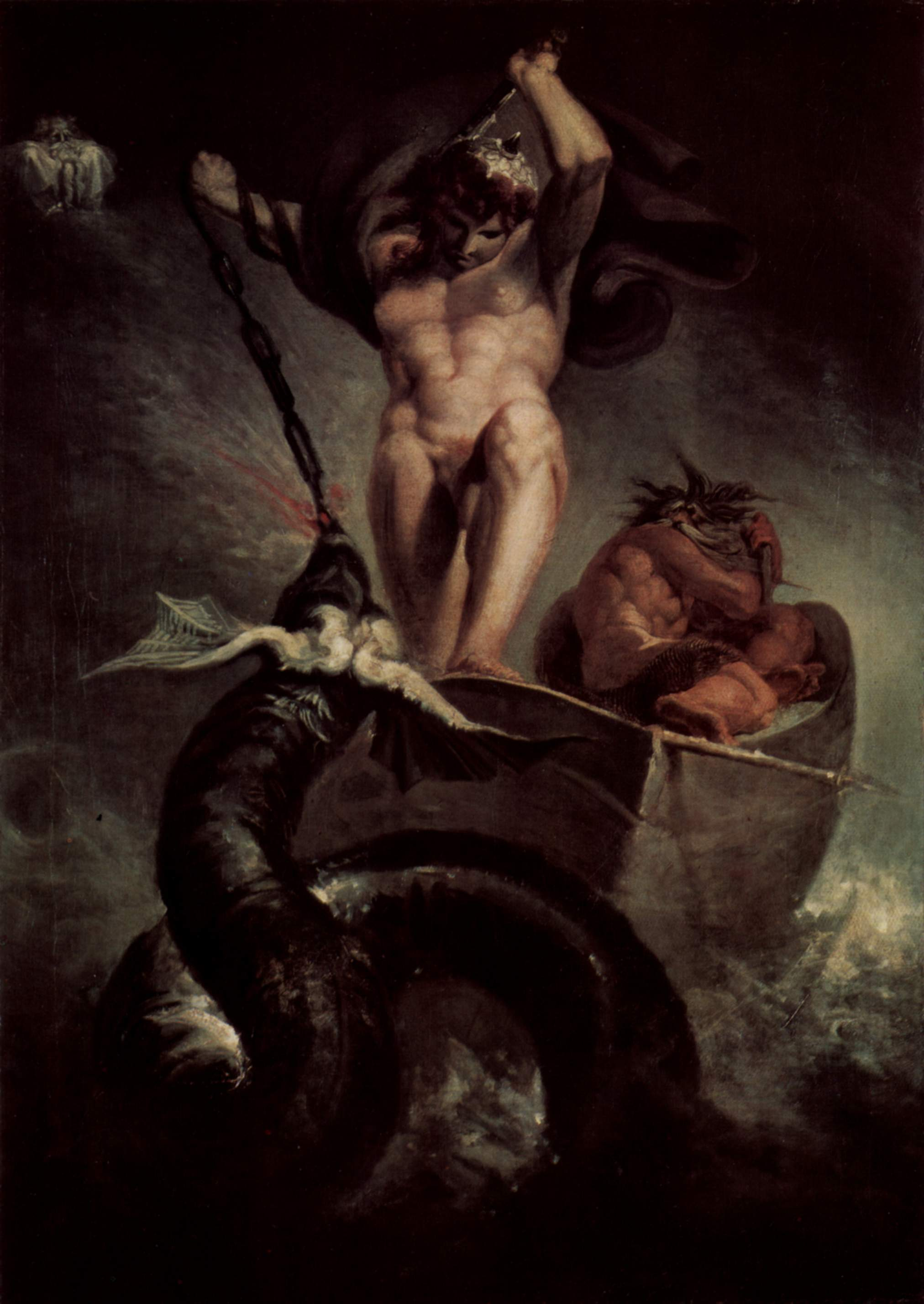
Thor találkozása a Midgard-kígyóval – Henry Fuseli (1788)

Jörmungandr (Jörmungand, Midgard-kígyó, jelentése: "hatalmas rúd") egy lény a skandináv mitológiában. Az óriások nemzetségéhez tartozik, apja Loki, anyja Angerboda. Testvérei Hél és Fenrir farkas, féltestvérei Váli és Nárfi, valamint Szleipnir.
A kígyót, amikor már akkorára nőtt, hogy nem fért az Asgardban, Odin bedobta a világtengerbe. Ott olyan hosszú lett, hogy körbe éri a földet és a saját farkába harap. A Midgard-kígyó és Thor háromszor találkoznak.
- Először, amikor Thor, Loki és Tjalfe ellátogatnak Utgard várába (az óriások hazájában Jotunheimben), s ekkor Thor egy versengésben fel kellett emelje az óriások macskáját, ami varázslat útján maga a kígyó volt.
- Másodszor, amikor Thor halászni megy a tengerre Hymirrel. Thor csalinak a Hymir legszebb bikájának fejét használja, és a kígyó a horgára akad. Amikor kihúzza és kalapácsával agyon akarja ütni, Hymir elvágja a zsineget s a Midgard-kígyó visszaesik a tengerbe.
- Harmadszor a Ragnarökben találkoznak, ahol megvívnak és mindketten elpusztulnak. Thor megöli ugyan a szörnyet, de alig lép kilencet s a kígyó mérgétől holtan rogyik össze.

Az Eddában így szerepel az esemény: 
Jön sarja akkor

a hős Hlódünnek,

Ódin fia ordas

farkasra halált hoz.

Ölni őrjöngve

Midgard őrzőjét,

- minden hős elhagyja

lakhelyét majdan; -

lép kilenc lépést,

Fjörgun fia, sebben,

vissza a szörnytől,

mely állja az átkot.
Midgard-kígyót még úgy is nevezik: "a farkas fivére":

(idézet az Eddából)
Hamar kihúzta akkor

tetterős Tór

a veszett férget,

fedélzetre vonta;

farkas fivérére

zuhant a kalapács,

zúdult a hüllőre,

halántékát zúzta.

## Fordítás
- Ez a szócikk részben vagy egészben  a   Midgårdsormen című svéd Wikipédia-szócikk fordításán alapul.  Az eredeti cikk szerkesztőit annak laptörténete sorolja fel. Ez a jelzés csupán a megfogalmazás eredetét és a szerzői jogokat jelzi, nem szolgál a cikkben szereplő információk forrásmegjelöléseként.
- Ez a szócikk részben vagy egészben  a   Jörmungandr című angol Wikipédia-szócikk fordításán alapul.  Az eredeti cikk szerkesztőit annak laptörténete sorolja fel. Ez a jelzés csupán a megfogalmazás eredetét és a szerzői jogokat jelzi, nem szolgál a cikkben szereplő információk forrásmegjelöléseként.